# 颱風鳳仙
台风凤仙（英語：Typhoon Pongsona，国际编号：0226，联合台风警报中心：31W）是2002年太平洋台风季期间的最后一场台风，也是2002年对美国造成损失第二大的自然灾害，仅次于飓风丽丽。其名称由朝鲜民主主义人民共和国提供，在朝鲜语中意为“鳳仙花”。系统源于12月2日的一片扰动天气区，接下来逐渐增强，于12月5日达到台风强度。12月8日，风暴以10分钟持续风速每小时175公里强度从关岛和北马里亚纳群岛经过，最终转向东北并减弱，于12月11日转变成温带气旋。
台风凤仙产生的强烈阵风最高时速达278公里，导致关岛全部停电，还有约1300套房屋被毁。由于建筑标准过硬，并且积累有多场台风来袭的经验，岛上没有人员直接因风暴丧生，但飞溅的碎玻璃导致一人遇难，属台风的间接伤亡。关岛共计遭受了超过7亿美元（2002年美元，相当于2025年的11.9億美元）损失，凤仙因此成为该岛有纪录以来造成损失最惨重的5场台风之一。罗塔岛和北马里亚纳群岛其他地区也受到风暴重创，其名称“凤仙”因此退役，今后永不于太平洋台风命名时采用。新名字由紅霞取代。

## 气象历史
2002年11月下旬，澎贝岛东南偏东方向约625公里海域有对流区持续存在。卫星图像显示，下层大气中有广阔的气旋区，并且海面还有低压槽存在。这片扰动天气发展出雨带，其组织结构逐渐改善。到了12月2日，系统中已经拥有细长的下层环流，位于对流南部。协调世界时这天早上6点，日本气象厅将位于澎贝岛东北偏东方向约735公里洋面的系统归类为热带低气压。此后不久，联合台风警报中心发布热带气旋形成警报，再于12月2日下午18点将系统归类为第31号热带低气压。低气压起初向西北偏西方向移动，联合台风警报中心于12月3日将其归类为热带风暴。
环流起初暴露在对流以外，但气旋仍于12月3日中午12点在澎贝岛东北方向约375公里海域增强成热带风暴并获名“凤仙”。12月4日，风暴因受北面的高压脊影响转向西进。系统逐渐增强，于12月5日发展出眼状特征。联合台风警报中心和日本气象厅都在这天将位于关岛东南方向约1150公里洋面的凤仙升级成台风。

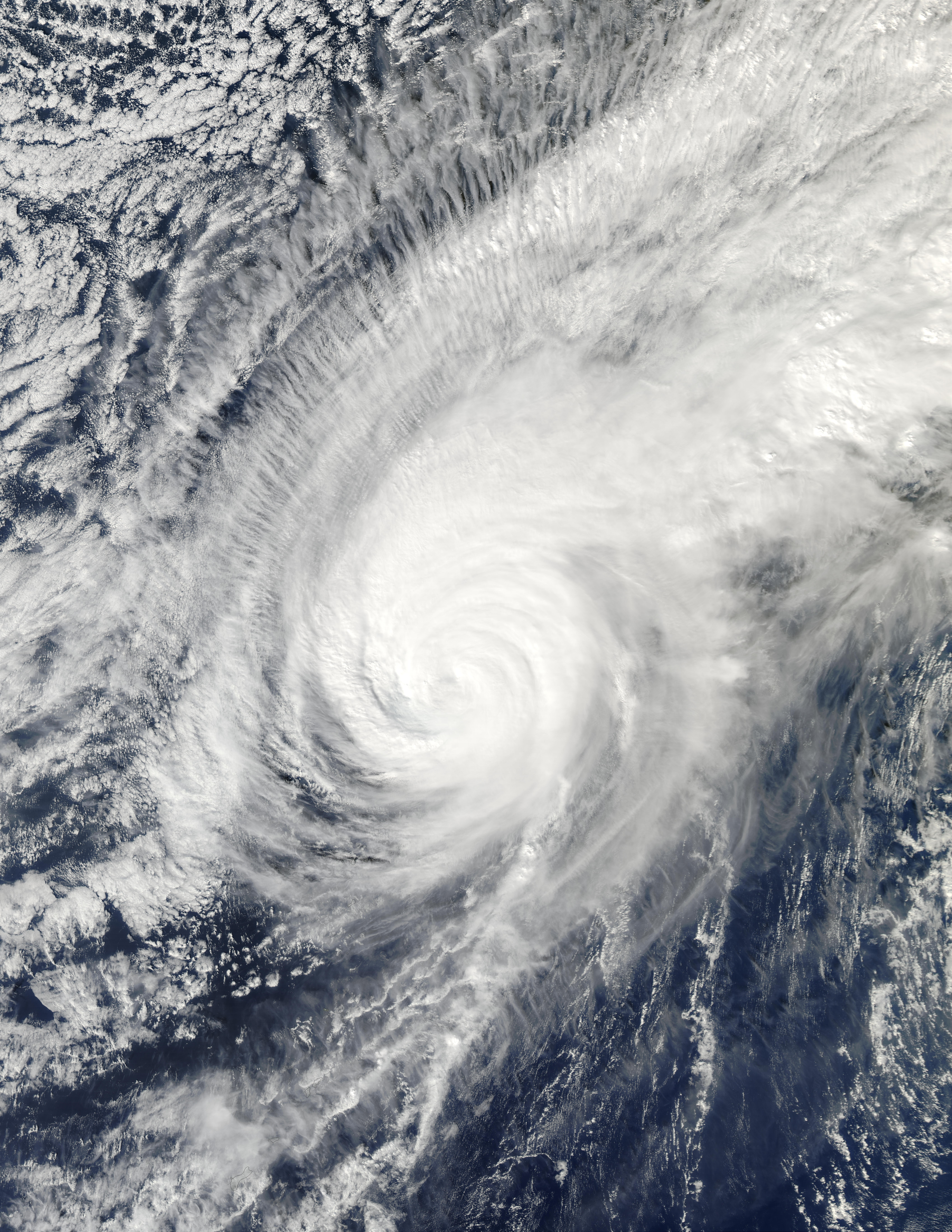
12月10日，台风凤仙在达到最高强度后逐渐减弱。

凤仙继续保持总体向西移动的趋势，其风眼逐渐变得层次分明。上文所述的高压脊因日本以东的斜压气旋而减弱，致使台风略向西北转向。到12月7日晚，风暴已在逼近关岛的过程中发展出非常清晰、宽度约为55公里的风眼。接下来气旋进入爆发性增强期，联合台风警报中心估计凤仙达到1分钟持续风速每小时240公里的最高强度，成为該部門之超級台风。12月8日早上5点，气旋的风眼墙登陆关岛，并且北部风眼墙也在两小时后从附近的罗塔岛上空经过。日本气象厅估计凤仙大约是在从关岛以北近海经过时达到10分钟持续风力时速每小时175公里的最高强度。台风转向西北偏北，从北马里亚纳群岛以西不远处的副热带高压脊薄弱点穿过。12月9日，风暴开始与北侧的中纬度天气系统发生相互作用，凤仙的对流因此弱化。东南部分对流逐渐有干燥空气混入，环流也从逐渐消亡的对流中暴露出来。为此，联合台风警报中心和日本气象厅都于12月11日将威克岛西北方向约1400公里洋面的凤仙归类为温带气旋。

## 防灾措施
美国国家气象局驻关岛办事处在凤仙发展成热带风暴前不久向马绍尔群岛发布热带风暴观察预警，并在一天后向楚克州发布同一预警。12月5日，该办事处又向密克罗尼西亚联邦部分地区发布热带风暴警告。凤仙升级成台风后，美国国家气象局驻关岛办事处向关岛、罗塔岛、塞班岛和天宁岛发布台风观察预警，并在当地出现热带风暴强度大风前23小时将预警升级成台风警告，人烟稀少的阿格里汉岛也收到了台风警告。台风途经马里亚纳群岛前一天，联合台风警报中心预计凤仙会从该地区以东较远处海域经过。虽然风暴接下来的行进路线比预计更为偏西，但天气预报并没有及时跟进，直到12月8日早上，气象部门才勉强承认马里亚纳群岛面临的威胁要大得多。这导致许多居民因台风警报不及时而感到措手不及。
北马里亚纳群岛共计开设了9个避难所，为前来躲避的家庭提供协助。多间学校将教室打开充当疏散中心。关岛有10间学校成为避难所，台风来袭当天共有2271人躲进避难所。罗塔岛有159人寻求庇护，塞班岛在凤仙来袭这天共有549人进入避难所躲避。关岛纪念医院建议所有怀孕满32星期、已进入预产期的孕妇入院。关岛民防办事处向联邦紧急事务管理署递交文件申请，要求将该岛划为灾区。关岛总督卡尔·古铁雷斯（Carl T.C. Gutierrez）采取类似措施，宣布岛上进入紧急状态。关岛《太平洋每日新闻报》（Pacific Daily News）根据以往多场台风的经验进行准备，通过互联网提供风暴信息更新。工作人员加固报社大楼，为众人保有充足的粮食供应，还把两位记者派驻到岛上其他地区，该报成为关岛以外地区了解这场台风信息唯一的直接来源。

## 影响

### 密克罗尼西亚联邦
气旋存在早期首先以热带风暴强度影响澎贝岛，给当地带去暴雨和强风，但没有造成严重损失。系统之后又给楚克州带去热带风暴强度大风，风暴产生的巨浪还冲刷并掩盖了一些环礁。

### 关岛

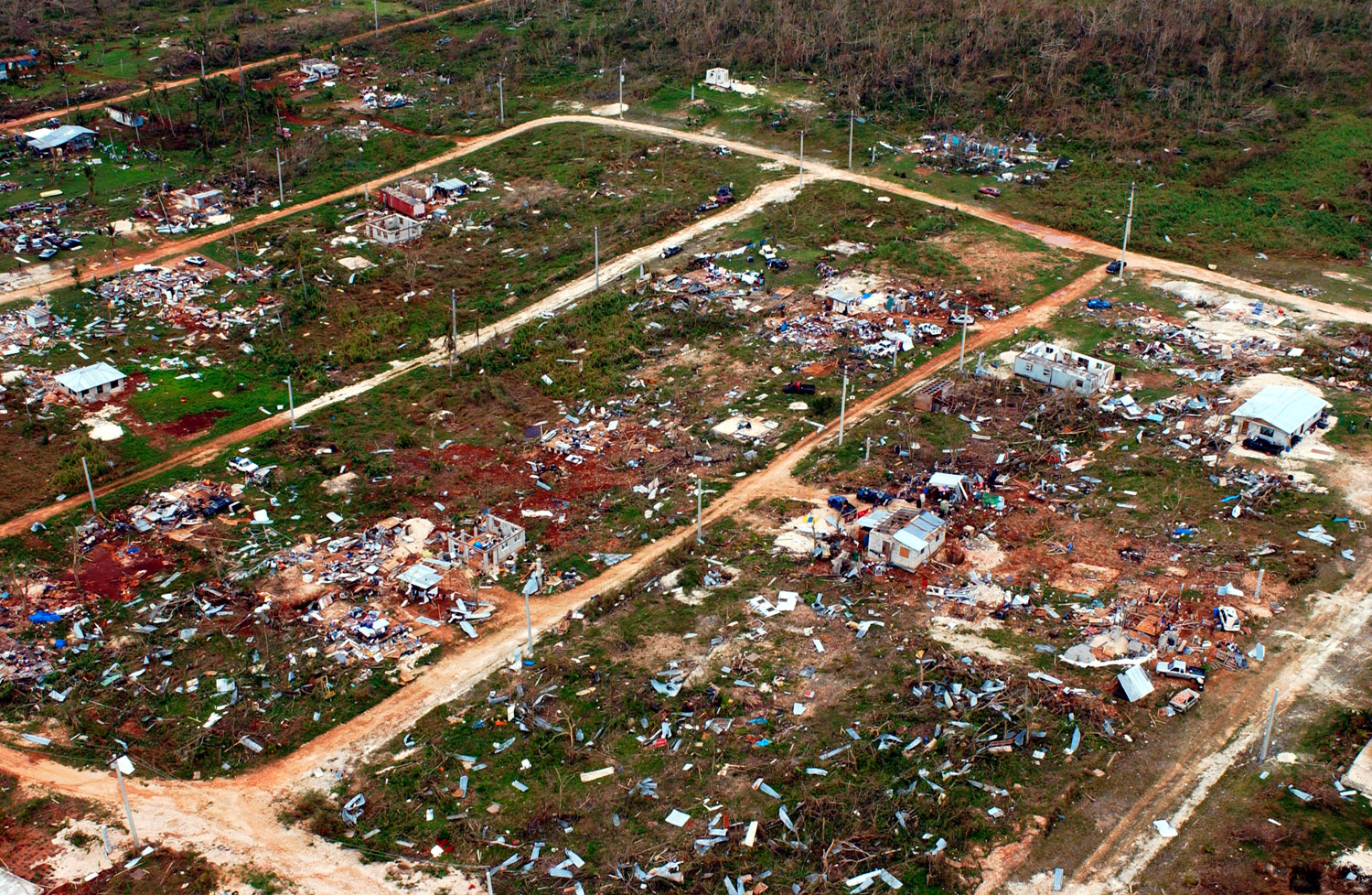
遭凤仙袭击的关岛变得满目疮痍

台风凤仙在经过关岛北部期间保持着65公里宽的风眼，安德森空军基地处于风眼范围两个小时。台风的最大持续风速为每小时232公里，阵风时速则高达278公里，整个关岛的阵风时速最低也有160公里。岛上测得的最低气压为935毫巴（百帕，27.61英寸汞柱），创下该岛的第三强台风纪录，仅次于1900年的一场台风（926毫巴，27.34英寸汞柱）和1962年的台风卡伦（932毫巴，27.52英寸汞柱）。
岛上通讯、供电和电话服务全部中断。狂风导致715条电线杆和513个变压器严重受损，造成的电力设施损失约有5200万美元（2002年美元，相当于2025年的8809萬美元）。由于洪水令电信设施受损，当地气象办事处的通信线路也被中断，美国国家气象局驻檀香山办事处为此开始提供后备信息支援，临时发布警报和公告。关岛北部海岸沿线的许多风速计因狂风损坏。关岛纪念医院的多面围墙因狂风倒塌，医院位于北部的约三分之二设施严重受损，多个科室被迫关闭。岛上许多酒店、教堂和学校受到中等程度破坏，安东尼奥·汪帕特国际机场的导航设施受损。凤仙还致使岛上65%的水井无法使用，大部分地区在风暴过后都无水可用。据官方估计，这场台风摧毁了该岛1300套民房，另有1825套严重受损，4800套轻度受损。

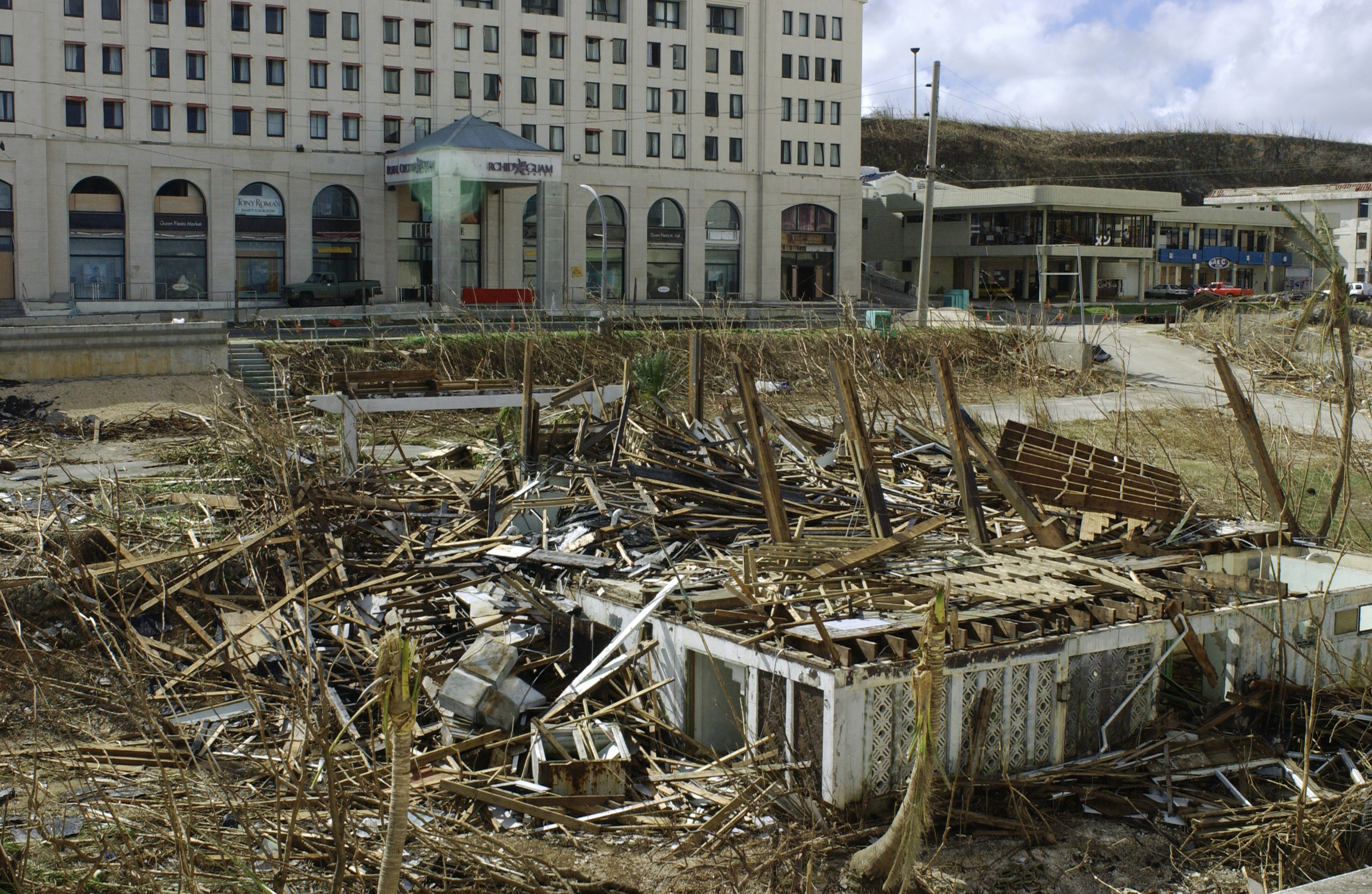
台风对关岛造成的破坏

风暴从关岛中部穿过，移动速度缓慢，强烈的内部雨带降下暴雨，降雨量最高的关岛大学达650毫米。降水令帕果（Pago）和阿森（Asan）河的流量创下新纪录，部分道路和桥梁因河流泛滥受损。降雨还在多个村庄引发大面积洪灾。气旋产生的风暴潮在部分地点高达6米，风眼墙范围附近也有3至4米。从杜梦（Tumon）向南至皮蒂（Piti）之间地区因相当强烈的风暴潮引发洪灾，该岛西岸的部分建筑物积水有1米深。强烈的风暴潮和巨浪共同影响，导致相当程度的海滩侵蚀，对沿海构成严重破坏。
整个关岛一共遭受了超过7亿美元（2002年美元，相当于2025年的11.9億）的损失，凤仙因此成为对该岛破坏最严重的5场台风之一。根据关岛卫生部的报告，风暴共导致193人受伤，其中大部分都是因飞溅的玻璃和瓦砾导致割伤或骨折。一位71岁的老妇人被飞溅的玻璃割伤后引起心脏病发去世，医疗部门也是因风暴太强而无法及时前往救助，属这场台风间接引起的人员丧生。之前的10年里，共有6场台风直接从关岛上空经过，当地政府因此制订了过硬的建筑标准，将人员伤亡降至最低水平。根据报道，凤仙的风眼对关岛大部分居民构成影响，被认为是有纪录以来对该岛破坏最严重的台风。

### 北马里亚纳群岛

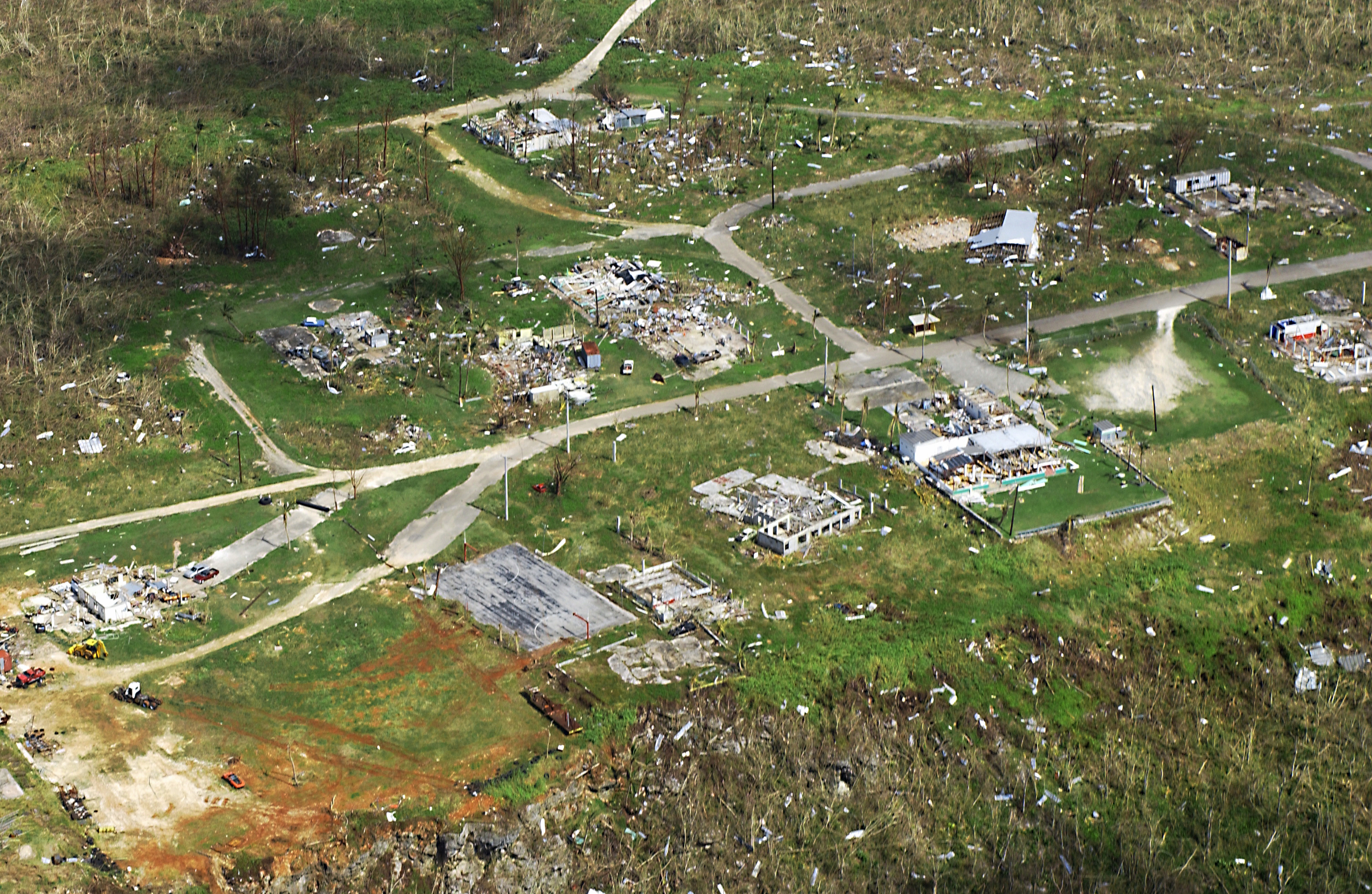
罗塔岛也因台风凤仙遭受重创

风暴在罗塔岛产生的持续风速为每小时126公里，阵风时速则有137公里。台风摧毁了岛上114套房屋，另有154套严重受损，306套受轻度破坏，岛上共有200户家庭流离失所。面积占罗塔西南半岛80%的宋宋遭遇高达6.7米的风暴潮。岛上因风暴潮受到中等程度的海滩侵蚀，还有一座燃料码头和一条装载管道被毁。此外，台风还令岛上的农作物遭受重创。罗塔岛共有10人受轻伤，受到的破坏价值3000万美元（2002年美元，相当于2025年的5082萬美元）。
凤仙途经天宁岛期间摧毁了两户民宅，另有7户受到严重破坏，8套轻度受损。狂风导致输电线缆受损，引起两次全岛范围停电。当地还遭受了严重的农作物损失。
塞班岛上有两套房屋被毁，另外15套受损，其中7套程度严重。岛上持续风速最高为每小时71公里，引起局部停电。该岛共有6人轻伤，经济损失约10万美元（2002年美元，相当于2025年的16.9萬美元）。

## 善后

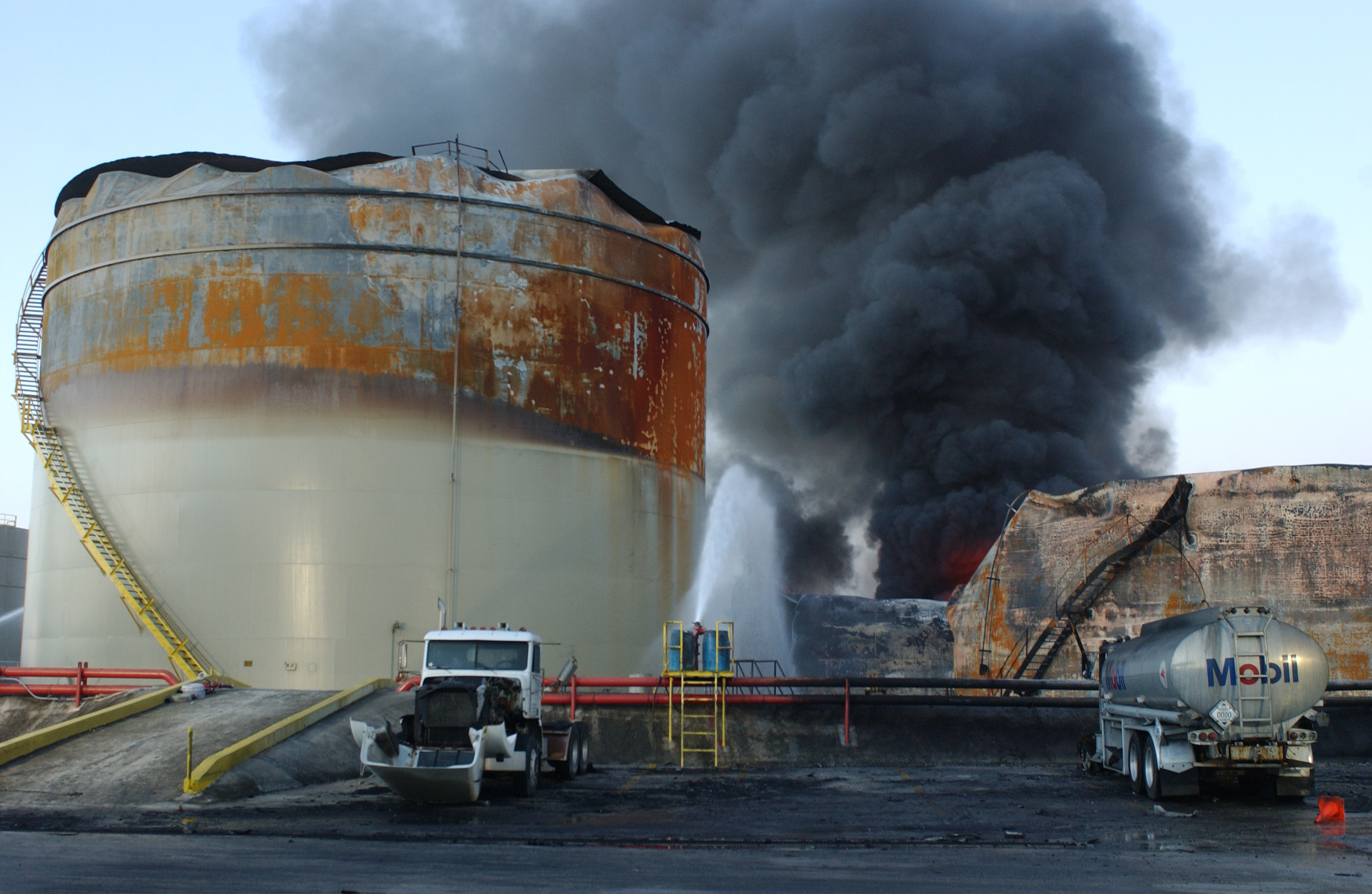
卡布拉斯岛上的油罐起火

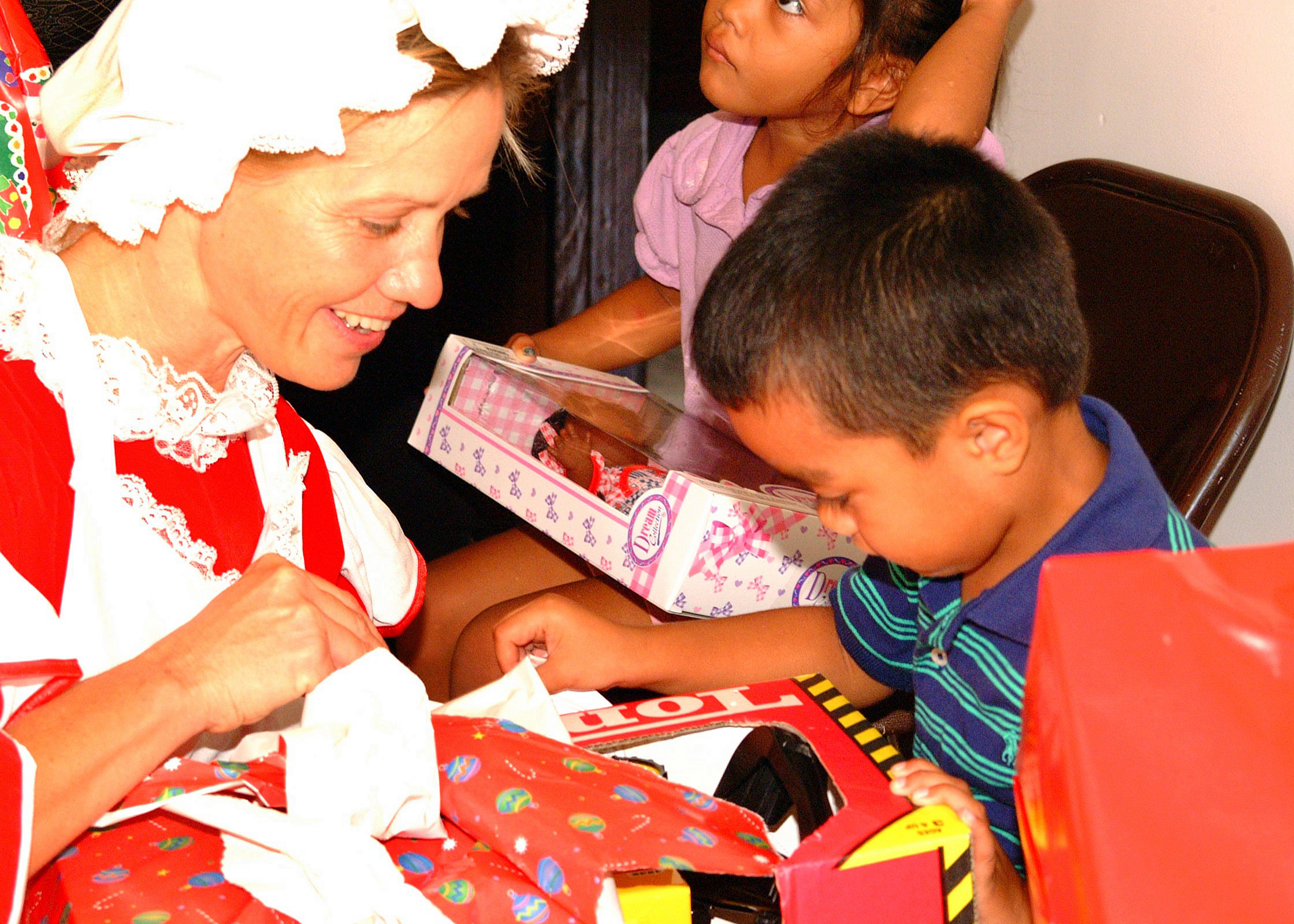
关岛美国海军医院的美国海军中尉丽莎·布劳恩将玩具送给因风暴导致无家可归的儿童，现场还在为这些儿童举办圣诞节活动。

台风凤仙吹袭关岛当天，美国总统乔治·沃克·布什宣布该岛为重大灾区。气旋从岛上经过期间，共有2271位居民在避难所躲避，并且次日还增多至3467人，因为许多人都发现他们的家已无法居住。美国红十字会在关岛各地开设有13处避难所，许多人在这些避难所住了约3星期，直到拿到救灾帐篷后才离去。台风过去后，美国红十字会与农业部合作，向前来避难所的人们提供了两星期膳食。联邦机构及其他部门合作，在台风来袭后的100天里共向关岛提供了超过3亿美元（2003年美元，相当于2025年的4.97億美元）的救灾援助，其中包括6000万美元（2002年美元，相当于2025年的1.02億美元）的初步救灾响应资金。近2万9000人登记申请救灾援助，首批援助款支票在关岛成为灾区10天后抵达。风暴过去3个月时，美国小型企业管理局已经批准了1.3亿美元（2003年美元，相当于2025年的2.15億美元）低息贷款。
关岛卡布拉斯岛在台风吹袭期间有一个油罐起火，据信是因极强风力与油罐通风系统间的摩擦引起。油罐随后爆炸，火势因此蔓延到附近的油罐。由于这些油罐的间距很近，并且岛上水压不足，灭火工作进展缓慢，大火直到5天后才被扑灭。这时已有3个油罐被毁，另外还有两个着火。
2002年12月11日，总统布什将灾区范围扩大到北马里亚纳群岛，让这些地区也可以获得紧急救灾援助。成为灾区后，这些地区瓦砾清理工作和应急防护措施产生费用的75%都由联邦政府承担。联邦紧急事务管理署在台风过后立即指派多个联邦机构对罗塔岛作出救灾响应。政府向岛上空运了约3600公斤应急物资，其中包括帐篷、防水布、盛水容器、冷却机、厨具和电气设备，还派军队前去协助救灾工作。风暴过去4个月时，岛上共有749人通过联邦紧急事务管理署的电子登记号码进行登记。美国小型企业管理局批准了147笔低息贷款，贷款总额约为910万美元（2003年美元，相当于2025年的1507萬美元），协助遭受经济损失的个人和企业。罗塔岛一共获得了1740万美元救灾援助（2003年美元，相当于2025年的2882萬美元）。此外，总统布什还授权向密克罗尼西亚联邦提供救灾援助。
由于这场风暴造成的严重破坏，其名称“凤仙”因此在2005年11月举行的联合国亚洲及太平洋经济社会委员会和世界气象组织台风委员会第38届会议上退役，今后都不会再在太平洋台风命名时采用。用来取代的新名称是紅霞（Noul）。